# Isabel Lardizábal
Isabel Lardizábal (sinh ngày 15 tháng 2 năm 1968) là một vận động viên bơi lội người Honduras. Bà đã tham gia hai nội dung tại Thế vận hội Mùa hè 1984.